# حاتم النقاطي
حاتم النقاطي (ولد بالقيروان في 06 أفريل 1962) كاتب وشاعر وصحفي تونسي.

## مجموعات شعرية
- رقصات على أنغام الصحراء, تونس 1982
- مدن الإله مدن العجب, تونس 1995
- زمن العجب, تونس 2004
- قصائد للحياة وللوطن تونس 2018

## مؤلفات أدبية وفكرية
- حكايات الموتى, رواية, تونس 1997
- مفهوم المدينة في كتاب السياسة لأرسطو, دار الحوار للنشر سوريا 1995